# Russisk Superliga i håndbold (kvinder)
Russisk Superliga i håndbold er kvindernes toprække i håndbold i Rusland.

## Hold i sæsonen 2019-20
- Lada Togliatti
- Zvezda Zvenigorod
- Rostov-Don
- CSKA Moskva
- Dinamo Volgograd
- HK Astrakhanotjka
- HK Kuban Krasnodar
- Stavropol-SKFU
- AGU Adyif Majkop
- KSK Luch Moskva
- Universitet Izjevsk
- HK Ufa-Alisa

## Liste over sæsonvindere
| - 1993 Rotor Volgograd - 1994 Rostselmash - 1995 Rotor Volgograd - 1996 Rotor Volgograd - 1997 Istochnik Rostov - 1998 Istochnik Rostov - 1999 Akva Volgograd - 2000 Akva Volgograd - 2001 Akva Volgograd - 2002 Lada Togliatti - 2003 Lada Togliatti | - 2004 Lada Togliatti - 2005 Lada Togliatti - 2006 Lada Togliatti - 2007 Zvezda Zvenigorod - 2008 Lada Togliatti - 2009 Dynamo Volgograd - 2010 Dynamo Volgograd - 2011 Dynamo Volgograd - 2012 Dynamo Volgograd - 2013 Dynamo Volgograd - 2014 Dynamo Volgograd - 2015 Rostov-Don - 2016 HK Astrakhanotjka - 2017 Rostov-Don - 2018 Rostov-Don - 2019 Rostov-Don |